# منتخب بلغاريا تحت 23 سنة لكرة الطائرة للسيدات
مُنتخب بلغاريا تحت 23 عام لكرة الطائرة للسيدات هو ممثل بلغاريا الرسمي في المنافسات الدولية في كرة الطائرة للسيدات تحت 23 سنة .

## تشكيلة المنتخب
تشكيلة اللاعبين
```
         جورجي ديرميندزهايف مدرب
```

1	 جيورجي جيورجييف	حارس
```
         مارتن لوكوف	 حارس
```

13	نيكولاي ميهايلوف    حارس
```
         أنتون نيديالكوف	 دفاع
         ايفان غورانوف	 دفاع
```

5	 كريستيان ديميتروف	دفاع
```
         نيوسانو دي خيسوس جوسماو	دفاع
```

3         بيتر زانيف	دفاع
```
         ستانيسلاف رابوتوف	 دفاع
```

21        ستراهيل بوبوف     دفاع
22        فيكتور بوبوف      دفاع
22        الكسندر تسيفيتكوف   وسط
```
         بيرسنت كاراغارين	 وسط
```

14        ديميتار إلييف       وسط
```
         فيليب كراستيف	  وسط
```

18	غالين ايفانوف	وسط
7	 جيورجي كوستادينوف	 وسط
16	كريستيان مالينوف	وسط
11	سفيتوسلاف كوفاتشيف	وسط
8	 تودور نيديليف	 وسط
```
         يانيس كارابيليوف	  وسط
```

12	بوزيدار كراييف	هجوم
17	جيورجي يوموف	هجوم
17	إسماعيل عيسى	هجوم
11	كيريل ديسبودوف	هجوم
9	 سباس ديليف	 هجوم